# Geón (física)
En la relatividad general teórica, un geón es una onda electromagnética o gravitatoria no singular que se mantiene unida en una región confinada por la atracción gravitacional de su propio campo de energía. Fue investigado teóricamente por primera vez en 1955 por J. A. Wheeler, quien acuñó el término como contracción de gravitational electromagnetic entity (entidad electromagnética gravitatoria).

## Visión general
Dado que la relatividad general es una teoría clásica de campos, el concepto de geón de Wheeler no los trata como entidades mecánicas cuánticas, y esto generalmente sigue siendo cierto hoy. No obstante, Wheeler especuló que podría haber una relación entre los geones y las partículas elementales. Esta idea continúa atrayendo algo de atención entre los físicos, pero en ausencia de una teoría viable de gravedad cuántica, la precisión de esta idea especulativa no puede ponerse a prueba.
Wheeler no presentó soluciones de geones explícitas para la ecuación del campo de Einstein en el vacío, algo que Brill y Hartle remediaron parcialmente en 1964 con el geón de Brill-Hartle. En 1997, Anderson y Brill dieron una prueba rigurosa de que existen soluciones de geones a la ecuación del vacío de Einstein, aunque no se dan en una forma cerrada simple.
Una importante pregunta pendiente con respecto a los geones es si son estables o si deben decaer con el tiempo, a medida que la energía de la onda se fuga gradualmente. Esta pregunta aún no ha sido respondida definitivamente, pero el consenso parece ser que probablemente no puedan ser estables. Esto echaría por tierra la esperanza inicial de Wheeler de que un geon podría servir como modelo clásico para partículas elementales estables. Sin embargo, esto no descartaría la posibilidad de que los geones se estabilicen mediante efectos cuánticos. De hecho, una generalización cuántica del geón gravitacional usando gravedad cuántica de baja energía muestra que los geones son sistemas estables incluso cuando los efectos cuánticos están activados. El geón cuántico (llamado graviball) se describe como gravitones unidos por su propia interacción gravitatoria. Dado que los geones (clásicos o cuánticos) tienen masa pero son electromagnéticamente neutros, son posibles candidatos a materia oscura.